# حسن حسين عيسى
المستشار/ حسن حسين عيسى قاض مصري يرأس محكمة استئناف الزقازيق. قدم بلاغات ضد نظام حسني مبارك في عهد المجلس الأعلى للقوات المسلحة وأعرب عن أسفه لتقديم ضباط شرطة للمحاكمة بتهمة قتل المتظاهرين أثناء ثورة 25 يناير 2011، وذلك في أبريل 2014م عقب تبرئتهم.